# Олдржих Нівелт
Олдржих Нівелт (чеськ. Oldřich Nývlt, 17 грудня 1912, Наход — 16 жовтня 1982) чехословацький футболіст, що грав на позиції нападника. Виступав, зокрема, за клуб «Наход», а також національну збірну Чехословаччини.

## Футбольна кар'єра
У чехословацькій збірній зіграв у 1935 році один матч (товариський з Югославією). Більшу частину кар'єри грав за «Наход» (1930–1934, 1935, 1939–1940). Також на батьківщині виступав за «Жиденіце» (1935). За кордоном грав у французькому клубі «Нім» (1934) і швейцарському «Серветті» (1935–1938). Тричі зіграв за «Жиденіце» в Кубку Мітропи 1935 і забив 2 голи (по одному у Відні «Рапіду» і в Брно «Ференцварошу»). У чехословацькій лізі зіграв у 107 матчах і забив 26 голів.
Також є згадка про короткотривале перебування Нівелта у швейцарській «Уранії». Влітку 1931 року команда перемога у представницькому Міжнародному турнірі до колоніальної виставки, що відбувся в Парижі. Нівелт грав лише в півфінальному матчі проти австрійської «Вієнни», що завершився з рахунком 2:1 на користь швейцарців.

## Родина
Його брат Ярослав Нівелт був воротарем клубу «Наход».